# Unterwappenöst
Unterwappenöst ist ein Gemeindeteil der Gemeinde Kulmain im oberpfälzischen Landkreis Tirschenreuth.

## Geografie
Der Weiler Unterwappenöst liegt im Südwesten des Fichtelgebirges auf der Gemarkung Zinst. Der Ort liegt zweieinhalb Kilometer nordöstlich von Kulmain.

## Geschichte
Das bayerische Urkataster zeigte Unterwappenöst in den 1810er Jahren als einen aus sechs Herdstellen bestehenden kleinen Ort. Fünf dieser Herdstellen bildeten einen kompakten Siedlungsblock, eine sechste Herdstelle lag ungefähr 200 Meter nordöstlich davon. Seit dem bayerischen Gemeindeedikt von 1818 hatte Unterwappenöst zur Ruralgemeinde Zinst gehört, deren Verwaltungssitz sich im Dorf Zinst befand. Die Gemeinde Zinst wurde 1972 im Zuge der Gebietsreform in Bayern aufgelöst und in die Gemeinde Kulmain eingegliedert.
| Jahr          | 001900 | 001925 | 001950 | 001961 | 001970 | 001987 |
| Einwohnerzahl | 67     | 35     | 37     | 22     | 25     | 11     |

## Geotop
Ungefähr 300 Meter nordwestlich des Weilers liegt ein aufgelassener Marmorbruch, der in die Liste der „Schönsten Geotope Bayerns“ Eingang gefunden hat.

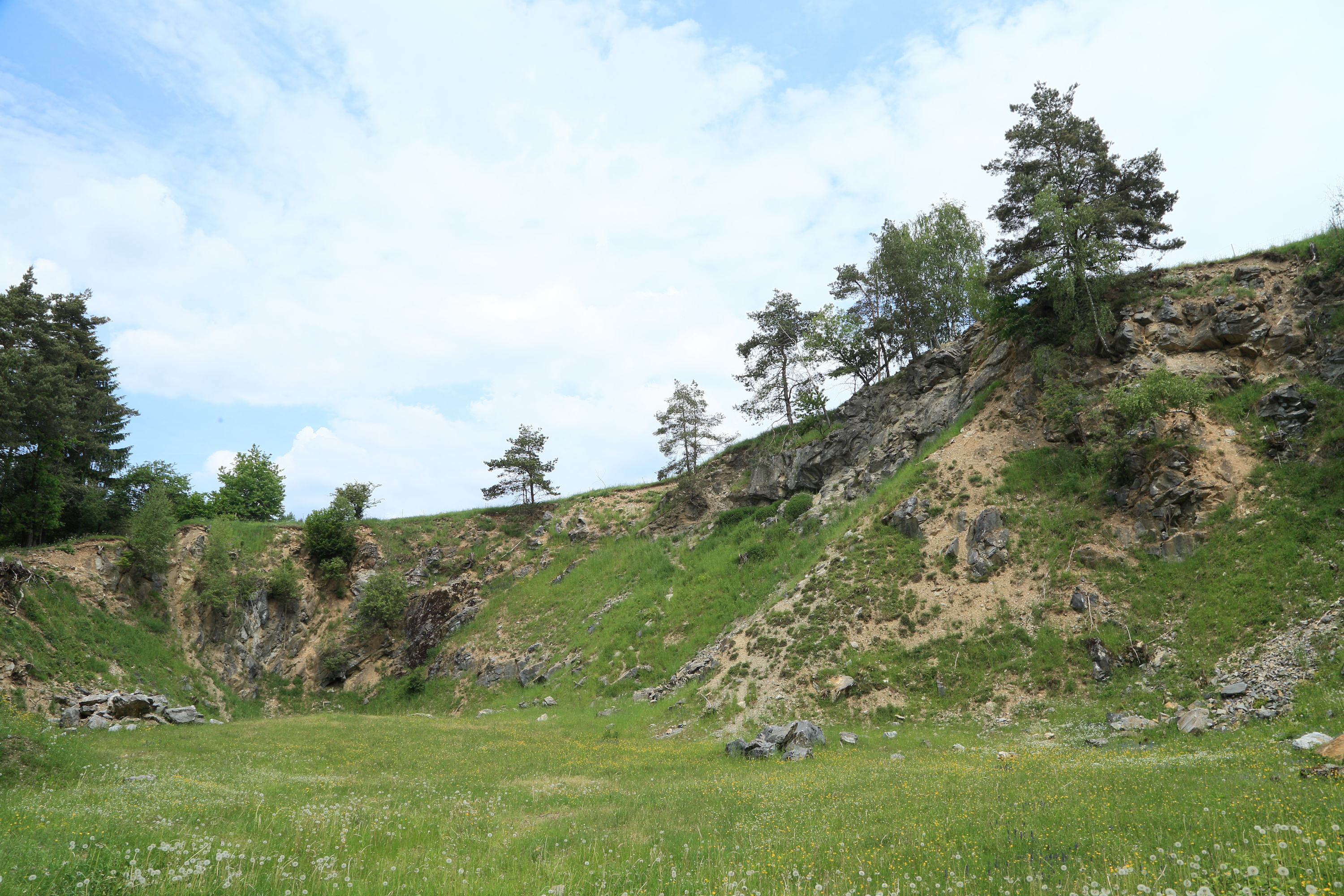
Ehemaliger Marmorbruch nordwestlich von Unterwappenöst